# Flagellata

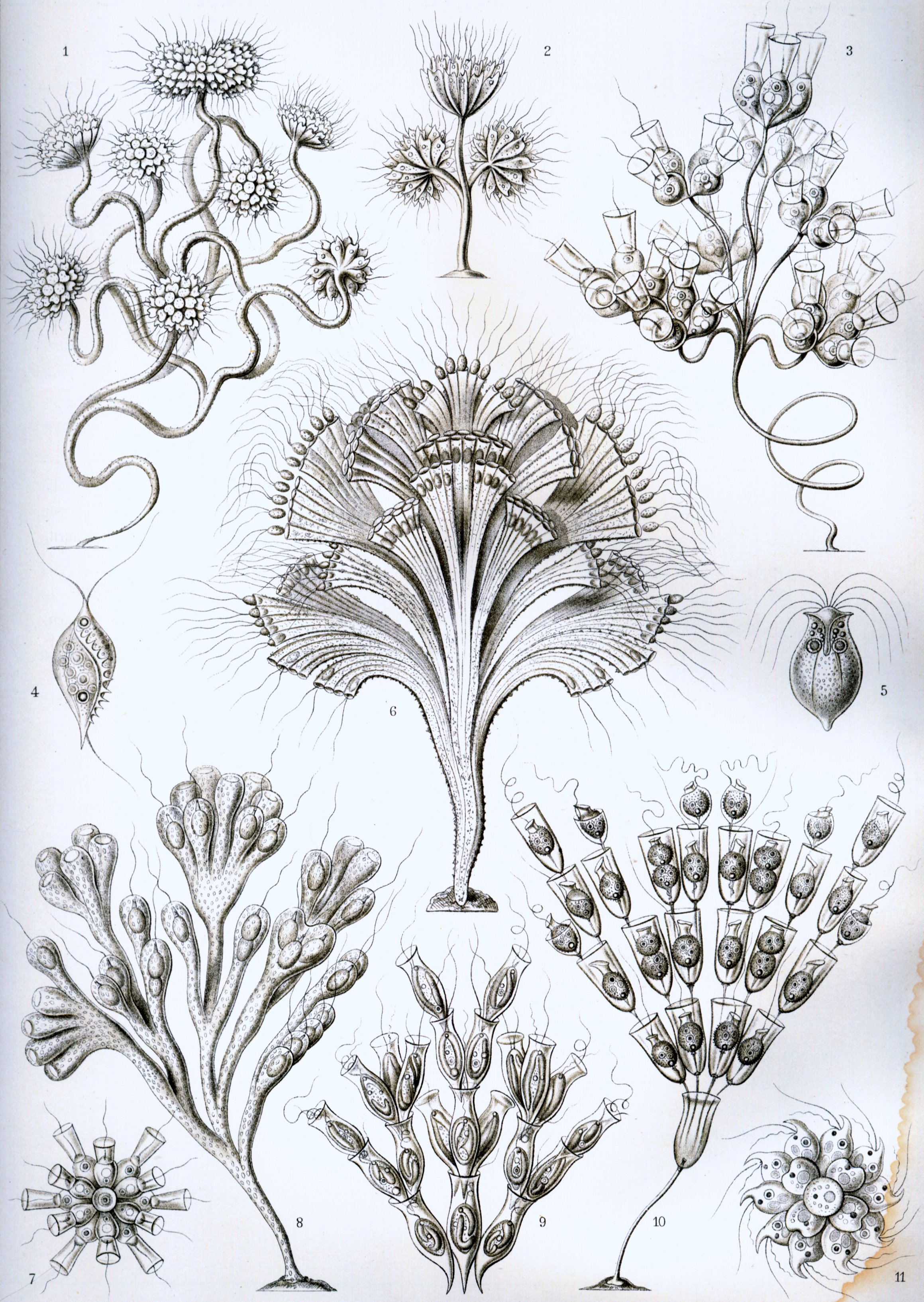
Flagellata in Kunstformen der Natur door Ernst Haeckel in 1904

Flagellata (Mastigophora of zweepdiertjes) behoren tot de kleinsten van de protozoa, die flagellen (zweepstaartjes) gebruiken om zich voort te bewegen. 

## Verspreiding en leefgebied
Zoals alle protozoa hebben ze water nodig om zich te verplaatsen, maar dit kan zelfs een heel dun laagje zijn rond bodemdeeltjes. Flagellata worden zelfs gevonden in woestijngebieden. Ze concentreren zich vooral rond wortels, omdat bacteriën en organisch afval er veel voorkomt.

## Predatie
De flagellaten worden door veel verschillende micro-organismen, zoals de ciliaten, als voedselbron gebruikt.